# Vespadelus douglasorum
Vespadelus douglasorum (Kitchener, 1976) è un pipistrello della famiglia dei Vespertilionidi diffuso in Australia.

## Descrizione

### Dimensioni
Pipistrello di piccole dimensioni, con la lunghezza della testa e del corpo tra 35 e 44 mm, la lunghezza dell'avambraccio tra 34,3 e 37,8 mm, la lunghezza della coda tra 35 e 38 mm, la lunghezza del piede tra 4,8 e 6,1 mm, la lunghezza delle orecchie tra 11 e 12,5 mm e un peso fino a 6 g.

### Aspetto
La pelliccia è lunga. Le parti dorsali variano dal grigio chiaro al giallo-olivastro, con dei riflessi giallastri sulla testa, le spalle, i piedi e gli avambracci, mentre le parti ventrali sono grigio chiaro. Il muso è color cannella chiaro o giallo-arancio, corto e largo, con due masse ghiandolari sui lati. Le orecchie sono marroni chiare, corte, triangolari e ben separate. Le membrane alari sono marroni chiare. La coda è lunga e inclusa completamente nell'ampio uropatagio.

## Biologia

### Comportamento
Si rifugia in gruppi fino a 80 esemplari all'interno di grotte o edifici. Cattura le prede principalmente lungo i corsi d'acqua.

### Alimentazione
Si nutre di insetti.

### Riproduzione
Le femmine danno alla luce un piccolo alla volta nella prima metà della stagione umida, tra novembre e dicembre.

## Distribuzione e habitat
Questa specie è diffusa nella regione di Kimberley, nell'Australia Occidentale.
Vive nei boschi tropicali.

## Conservazione
La IUCN Red List, considerato il vasto areale e la presenza in diverse aree protette, classifica V.douglasorum come specie a rischio minimo (Least Concern)).